# Begraafplaats Elzestraat

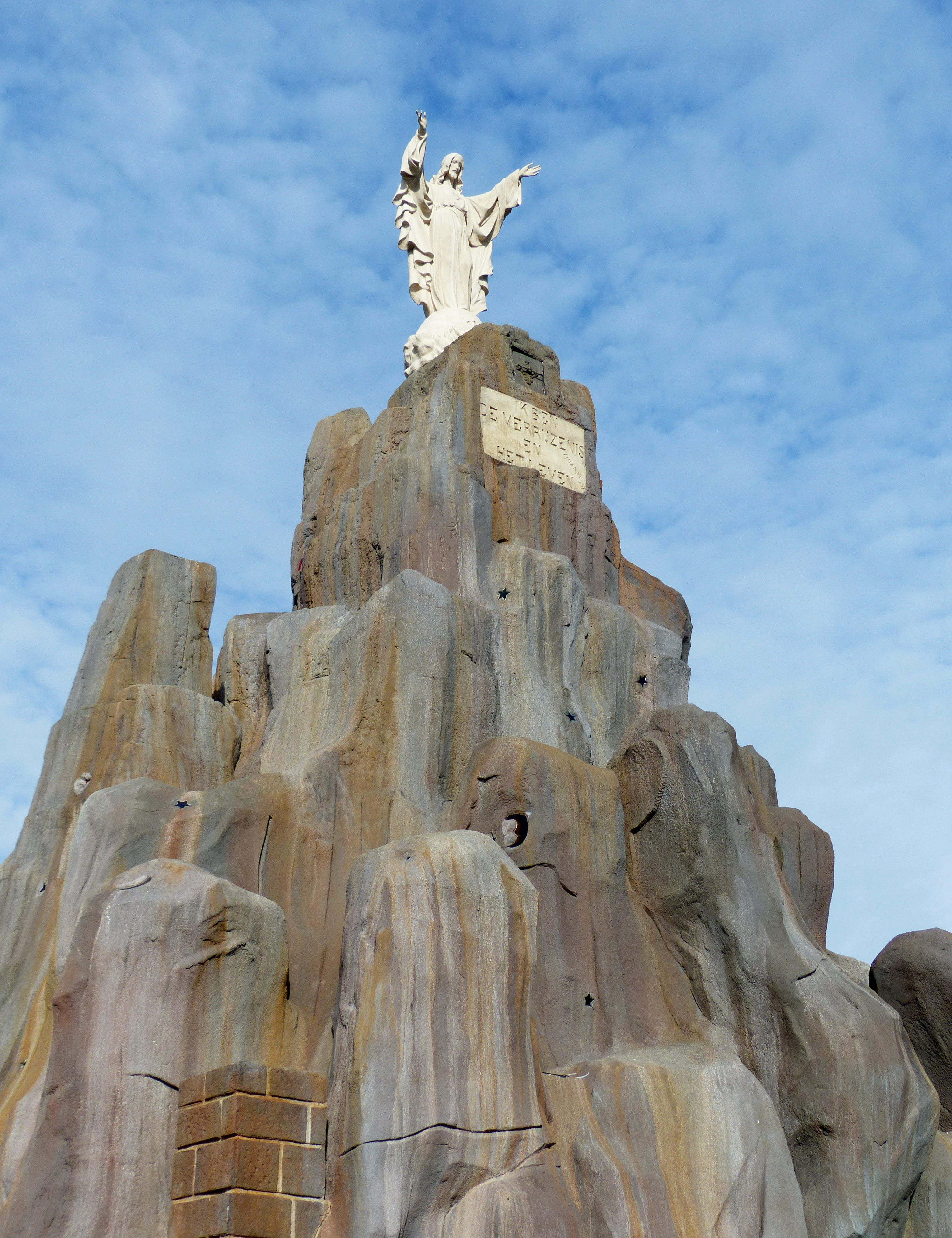
Grafmonument van de familie Ysebrant de Lendonck in Elzestraat (Sint-Katelijne-Waver)

Begraafplaats Elzestraat (voluit begraafplaats Elzestraat Hogevelden), ook wel kerkhof Liersesteenweg genoemd, is een begraafplaats in Elzestraat, een gehucht van de Belgische gemeente Sint-Katelijne-Waver. Het zou in 1888 door kardinaal Goossens ingewijd zijn in een tijdperk van ideologische strijd tussen de katholieken en liberalen.

## Historiek
Eind negentiende eeuw werd besloten tot de opwaardering van de kapel van Sint-Augustinus tot parochiekerk. En passant zou er een grote begraafplaats bijgebouwd worden. De geplande gemeentelijke begraafplaats zou echter moeilijk bereikbaar zijn voor de buurtbewoners. Daarom kocht gemeente Sint-Katelijne-Waver als geschiktere locatie voor de begraafplaats een groot perceel op de hoek van de Liersesteenweg en de Hoge Velden.
Tijdens kardinaal Goossens'  bezoek in 1888 voor de eerstesteenlegging van parochiekerk Sint-Augustinus van Sint-Katelijne-Waver zou hij tevens deze begraafplaats ingewijd hebben. Hier is echter geen zekerheid over, want  als deze gebeurtenis strookt met de werkelijkheid, dan overtrad de prelaat met deze handeling de wetgeving die alleen wijding van individuele graven toelaat. Mocht het werkelijk gebeurd zijn, dan past deze gebeurtenis in de ideologische strijd tussen de katholieken en liberalen destijds. Deze gebeurtenis zou ook de aanwezigheid van religieuze grafsymboliek en ongebruikelijke concentratie van uitgesproken katholieke families uit de Mechelse binnenstad verklaren. En ook al lag het kerkgebouw relatief ver weg, verkozen ook de begijnen, de zusters van Liefde, de apostolinnen, de ongeschoeide karmelietessen, de clarissen, de jezuïeten en de zusters van de christelijke scholen deze begraafplaats.
In 2019 werd op de begraafplaats een nieuwe groetzone, strooiweide en columbarium geopend. In 2021 waren plannen in de maak om op Elzestraat een sterrenweide voor overleden kinderen aan te leggen.

## Bekend graf
Het mausoleum van de familie Ysebrant de Lendonck is sinds 2007 een beschermd monument. Het werd in 1929 op hoek van de Duivenstraat en Kauwendaal gebouwd als imitatiegrot met een bekronend Heilig Hartbeeld, met daarin gegraveerde taferelen betreffende de verrijzenis. Het monument moest wijken voor straatverbreding en het werd naar zijn huidige plek op het kerkhof verplaatst.